# Keith Carter
Pour les articles homonymes, voir Carter.
Keith Carter (né le 30 août 1924 à Akron (Ohio) et mort le 3 mai 2013 à Asheville) est un nageur américain spécialiste des épreuves de brasse.

## Palmarès

### Jeux olympiques
- Jeux olympiques de 1948 à Londres (Grande-Bretagne) :
  -  Médaille d'argent du 200 m brasse[1].